# Tapeinosperma vieillardii
Tapeinosperma vieillardii är en viveväxtart som beskrevs av Joseph Dalton Hooker. Tapeinosperma vieillardii ingår i släktet Tapeinosperma och familjen viveväxter. Inga underarter finns listade i Catalogue of Life.